# Лауреати Державної премії України в галузі науки і техніки (1987)
Державна премія України в галузі науки і техніки — лауреати 1987 року.
На підставі подання Комітету з Державних премій України в галузі науки і техніки Центральний Комітет Компартії України і Рада Міністрів Української РСР видали Постанову № 395 від 8 грудня 1987 р. «Про присудження Державних премій України в галузі науки і техніки 1987 року»

## Лауреати Державної премії України в галузі науки і техніки 1987 року
| Премійована робота | Лауреати                            | Коротко про лауреата |
| --- | ----------------------------------- | --- |
| За цикл робіт «Н методи функціонального аналізу для розв'язання задач математичної фізики і теорії функцій» | Боголюбов Микола Миколайович        | академік, директор Об'єднаного інституту ядерних досліджень |
| За цикл робіт «Н методи функціонального аналізу для розв'язання задач математичної фізики і теорії функцій» | Крейн Марко Григорович              | член-кореспондент Академії наук УРСР, науковий співробітник-консультант Фізико-хімічного інституту імені О. В. Богатського Академії наук УРСР                                                                                             |
| За цикл робіт «Розробка-наукових основ використання бактерій як лікувально-профілактичних засобів, створення на цій основі препарату „Бактерин-СЛ“, організація його випуску та широкомасштабного застосування»           | Смірнов Валерій Веніамінович        | академік Академії наук УРСР, директор Інституту мікробіології і вірусології імені Д. В. Заболотного Академії наук УРСР, керівник роботи                                                                                                   |
| За цикл робіт «Розробка-наукових основ використання бактерій як лікувально-профілактичних засобів, створення на цій основі препарату „Бактерин-СЛ“, організація його випуску та широкомасштабного застосування»           | Резнік Семен Рафаїлович             | доктор медичних наук, провідний науковий співробітник Інституту мікробіології і вірусології імені Д. В. Заболотного Академії наук УРСР |
| За цикл робіт «Розробка-наукових основ використання бактерій як лікувально-профілактичних засобів, створення на цій основі препарату „Бактерин-СЛ“, організація його випуску та широкомасштабного застосування»           | Чаплінський Володимир Якович        | доктор медичних наук, старший мікробіолог Дніпропетровського хіміко-фармацевтичного заводу |
| За цикл робіт «Розробка-наукових основ використання бактерій як лікувально-профілактичних засобів, створення на цій основі препарату „Бактерин-СЛ“, організація його випуску та широкомасштабного застосування»           | Литвин Володимир Петрович           | кандидат ветеринарних наук, завідувач кафедри Української сільськогосподарської академії |
| За цикл робіт «Розробка-наукових основ використання бактерій як лікувально-профілактичних засобів, створення на цій основі препарату „Бактерин-СЛ“, організація його випуску та широкомасштабного застосування»           | Харченко Світлана Миколаївна        | кандидат біологічних наук, доцент Української сільськогосподарської академії |
| За розробку та обґрунтування застосування, мікробіологічних засобів боротьби з кровососними двокрилими | Толкач-Міхновська Наталія Дмитрівна | кандидат біологічних наук, доцент Київського державного університету імені Т. Г. Шевченка |
| За розробку та обґрунтування застосування, мікробіологічних засобів боротьби з кровососними двокрилими | Дашкіна Надія Григорівна            | кандидат біологічних наук, завідуючій, проблемною лабораторією Київського державного університету імені Т. Г. Шевченка |
| За розробку та обґрунтування застосування, мікробіологічних засобів боротьби з кровососними двокрилими | Вікторов-Набоков Олег Вікторович    | кандидат біологічних наук, старший науковий співробітник Київського державного університету імені Т. Г. Шевченка |
| За розробку та обґрунтування застосування, мікробіологічних засобів боротьби з кровососними двокрилими | Бучацький Леонід Петрович           | кандидат біологічних наук, старший науковий співробітник Київського державного університету імені Т. Г. Шевченка |
| За розробку та обґрунтування застосування, мікробіологічних засобів боротьби з кровососними двокрилими | Шеремет Вілен Павлович              | кандидат біологічних наук, старший науковий співробітник Київського державного університету імені Т. Г. Шевченка |
| За розробку та обґрунтування застосування, мікробіологічних засобів боротьби з кровососними двокрилими | Костюченко Ірина Павлівна           | молодший науковий співробітник Київського державного університету імені Т. Г. Шевченка |
| За розробку та обґрунтування застосування, мікробіологічних засобів боротьби з кровососними двокрилими | Васильєва Віра Львівна              | доктор медичних наук, завідувачці лабораторії Київського науково-дослідного інституту, епідеміології та інфекційних хвороб імені Л. В. Громашевського                                                                                     |
| За розробку та обґрунтування застосування, мікробіологічних засобів боротьби з кровососними двокрилими | Кандибін Микола Васильович          | доктор біологічних наук, завідувач лабораторії Всесоюзного науково-дослідного інституту сільськогосподарської мікробіології |
| За розробку та обґрунтування застосування, мікробіологічних засобів боротьби з кровососними двокрилими | Барбашова Надія Михайлівна          | кандидат біологічних наук, старший науковий співробітник Всесоюзного науково-дослідного інституту сільськогосподарської мікробіології |
| За розробку та обґрунтування застосування, мікробіологічних засобів боротьби з кровососними двокрилими | Дрьомова Вікторія Петрівна          | доктор біологічних наук, завідувачці відділу Всесоюзного науково-дослідного інституту дезінфекції і стерилізації |
| За цикл робіт з основ теорії та методики дифракційного /голографічного/ перетворення імпульсних сейсмічних записів у зображення геологічних середовищ, опублікований у 1972—1985 роках                                    | Тімошин Юрій Васильович             | доктор технічних наук, завідувач кафедри Київського державного університету імені Т. Г. Шевченка |
| За розробку та впровадження у виробництво технології інтенсивних садів із малогабаритних дерев на сіянцевих підщепах | Артеменко Микола Михайлович         | доктор економічних наук, директор Мліївської дослідної станції садівництва імені Д. П. Симиренка, керівник роботи |
| За розробку та впровадження у виробництво технології інтенсивних садів із малогабаритних дерев на сіянцевих підщепах | Андрієнко Михайло Васильович        | кандидат сільськогосподарських наук, директор Українського науково-дослідного інституту садівництва |
| За розробку та впровадження у виробництво технології інтенсивних садів із малогабаритних дерев на сіянцевих підщепах | Пономар Михайло Йосипович           | голова колгоспу імені Крупської Черкаського району Черкаської області |
| За розробку та впровадження у виробництво технології інтенсивних садів із малогабаритних дерев на сіянцевих підщепах | Ляховець Григорій Андрійович        | агроном-садовод колгоспу імені Крупської Черкаського району Черкаської області |
| За розробку та впровадження у виробництво технології інтенсивних садів із малогабаритних дерев на сіянцевих підщепах | Раченко Володимир Сергійович        | голова колгоспу «Дружба» Чигиринського району Черкаської області |
| За розробку та впровадження у виробництво технології інтенсивних садів із малогабаритних дерев на сіянцевих підщепах | Захарченко Іван Іванович            | агроном-садовод колгоспу «Дружба» Чигиринського району Черкаської області |
| За розробку та впровадження у виробництво технології інтенсивних садів із малогабаритних дерев на сіянцевих підщепах | Денисенко Яків Онисимович           | заступник голови колгоспу імені Шевченка Чорнобаївського району Черкаської області |
| За створення та впровадження системи вуглекислотного підживлення рослин захищеного ґрунту каталітично очищеними відхідними газами котелень                                                                                | Гуляєв Борис Іванович               | доктор біологічних наук, завідувач відділу Інституту фізіології рослин Академії наук УРСР |
| За створення та впровадження системи вуглекислотного підживлення рослин захищеного ґрунту каталітично очищеними відхідними газами котелень                                                                                | Митрофанов Борис Олександрович      | кандидат біологічних наук, старший науковий співробітник Інституту фізіології рослин Академії наук УРСР |
| За створення та впровадження системи вуглекислотного підживлення рослин захищеного ґрунту каталітично очищеними відхідними газами котелень                                                                                | Марценюк-Кухарук Марія Гаврилівна   | кандидат хімічних наук, провідний науковий співробітник Інституту фізичної хімії імені Л. В. Писаржевського Академії наук УРСР |
| За створення та впровадження системи вуглекислотного підживлення рослин захищеного ґрунту каталітично очищеними відхідними газами котелень                                                                                | Фесенко Олександр Васильович        | кандидат хімічних наук, завідуючому, лабораторією Інституту хімії поверхні Академії наук УРСР |
| За створення та впровадження системи вуглекислотного підживлення рослин захищеного ґрунту каталітично очищеними відхідними газами котелень                                                                                | Буц Максим Олексійович              | кандидат сільськогосподарських наук, директор Київського дослідно-показового господарства по декоративний садівництву Республіканського кооперативно-державного проектно-вишукувального і науково-дослідного об'єднання Держагроприй УРСР |
| За створення та впровадження системи вуглекислотного підживлення рослин захищеного ґрунту каталітично очищеними відхідними газами котелень                                                                                | Ковальчук Семен Петрович            | головний інженер Республіканського кооперативно-державного проектно-вишукувального і науково-дослідного об'єднання Держагроприй УРСР |
| За створення та впровадження системи вуглекислотного підживлення рослин захищеного ґрунту каталітично очищеними відхідними газами котелень                                                                                | Томашпольський Петро Наумович       | головний спеціаліст Республіканського кооперативно-державного проектно-вишукувального і науково-дослідного об'єднання Держагроприй УРСР                                                                                                   |
| За створення та впровадження системи вуглекислотного підживлення рослин захищеного ґрунту каталітично очищеними відхідними газами котелень                                                                                | Суліма Леонід Терентійович          | головний агроном тепличного радгоспу «Київська овочева фабрика» |
| За створення та впровадження системи вуглекислотного підживлення рослин захищеного ґрунту каталітично очищеними відхідними газами котелень                                                                                | Яковенко Юрій Олександрович         | головний інженер тепличного радгоспу «Київська овочева фабрика» |
| За створення та впровадження системи вуглекислотного підживлення рослин захищеного ґрунту каталітично очищеними відхідними газами котелень                                                                                | Корнійчук Григорій Петрович         | доктор хімічних наук /посмертно/ |
| За цикл робіт «Розробка теоретичних основ медичної ензимології та впровадження її методів у клініку» | Бєліцер Володимир Олександрович     | академік Академії наук УРСР, завідувач відділу Інституту біохімії імені О. В. Палладіна Академії наук УРСР, керівник роботи |
| За цикл робіт «Розробка теоретичних основ медичної ензимології та впровадження її методів у клініку» | Врецька Тамара Володимирівна        | доктор біологічних наук, старший науковий співробітник-консультант Інституту біохімії імені О. В. Палладіна Академії наук УРСР |
| За цикл робіт «Розробка теоретичних основ медичної ензимології та впровадження її методів у клініку» | Веремєєнко Кузьма Микитович         | доктор біологічних наук, завідувач лабораторії Київського науково-дослідного. інституту отоларингології імені професора О. С. Коломійченка                                                                                                |
| За цикл робіт «Розробка теоретичних основ медичної ензимології та впровадження її методів у клініку» | Опанащенко Григорій Авдійович       | доктор медичних наук, завідувач відділення Київського науково-дослідного. інституту отоларингології імені професора О. С. Коломійченка |
| За цикл робіт «Розробка теоретичних основ медичної ензимології та впровадження її методів у клініку» | Громашевська Любов Леонтіївна       | доктор медичних наук, завідувачці лабораторії Київського науково-дослідного інституту епідеміології та інфекційних хвороб імені Л. В. Громашевського                                                                                      |
| За цикл робіт «Розробка теоретичних основ медичної ензимології та впровадження її методів у клініку» | Данилевський Микола Федорович       | доктор медичних наук, завідувач кафедри Київського медичного інституту імені академіка О. О. Богомольця |
| За цикл робіт «Розробка теоретичних основ медичної ензимології та впровадження її методів у клініку» | Петронь Микола Михайлович           | доктор біологічних наук, завідувач лабораторії Київського науково-дослідного інституту урології та нефрології |
| За розробку та впровадження технології і обладнання для зварювання термічно зміщених рейок | Кривенко Валерій Георгійович        | кандидат технічних наук, заступник начальника Дослідного конструкторсько-технологічного бюро Інституту електрозварювання імені Є. О. Патона Академії наук УРСР                                                                            |
| За розробку та впровадження технології і обладнання для зварювання термічно зміщених рейок | Лазебний Іван Леонтійович           | інженер-технолог Дослідного конструкторсько-технологічного бюро Інституту електрозварювання імені Є. О. Патона Академії наук УРСР |
| За розробку та впровадження технології і обладнання для зварювання термічно зміщених рейок | Порхун Федір Костянтинович          | начальник сектора Дослідного конструкторсько-технологічного бюро Інституту електрозварювання імені Є. О. Патона Академії наук УРСР |
| За розробку та впровадження технології і обладнання для зварювання термічно зміщених рейок | Голомовзюк Іван Корнійович          | слюсареві Експериментального виробництва Дослідного конструкторсько-технологічного бюро Інституту електрозварювання імені Є. О. Патона Академії наук УРСР                                                                                 |
| За розробку та впровадження технології і обладнання для зварювання термічно зміщених рейок | Генкін Йосип Зелікович              | кандидат технічних наук, завідувач лабораторії Всесоюзного науково-дослідного інституту залізничного транспорту |
| За розробку та впровадження технології і обладнання для зварювання термічно зміщених рейок | Шляпін Володимир Борисович          | кандидат технічних наук, завідувач відділення Всесоюзного науково-дослідного інституту залізничного транспорту |
| За розробку та впровадження технології і обладнання для зварювання термічно зміщених рейок | Лядов Володимир Васильович          | начальник відділу Міністерства шляхів СРСР |
| За розробку та впровадження технології і обладнання для зварювання термічно зміщених рейок | Кузнєцов Віктор Михайлович          | начальник відділу Міністерства шляхів СРСР |
| За розробку та впровадження технології і обладнання для зварювання термічно зміщених рейок | Перетрухін Пилип Іванович           | директор Каховського заводу електрозварювального обладнання |
| За розробку та впровадження технології і обладнання для зварювання термічно зміщених рейок | Галінський Олександр Григорович     | бригадир слюсарів-складальників Каховського заводу електрозварювального обладнання |
| За цикл робіт «Розробка фізичних основ міцності ковалентних кристалів і оптимізація на цій основі технологій виготовлення напівпровідникових структур мікроелектроніки»                                                   | Баранський Петро Іванович           | доктор фізико-математичних наук, завідувач відділу, Інституту напівпровідників Академії наук УРСР |
| За цикл робіт «Розробка фізичних основ міцності ковалентних кристалів і оптимізація на цій основі технологій виготовлення напівпровідникових структур мікроелектроніки»                                                   | Романюк Борис Миколайович           | кандидат фізико-математичних наук, старший науковий співробітникові, Інституту напівпровідників Академії наук УРСР |
| За цикл робіт «Розробка фізичних основ міцності ковалентних кристалів і оптимізація на цій основі технологій виготовлення напівпровідникових структур мікроелектроніки»                                                   | Думбров Володимир Іванович          | головний інженерові, Інституту напівпровідників Академії наук УРСР |
| За цикл робіт «Розробка фізичних основ міцності ковалентних кристалів і оптимізація на цій основі технологій виготовлення напівпровідникових структур мікроелектроніки»                                                   | Жолудєв Геннадій Кузьмич            | головний технолог Інституту напівпровідників Академії наук УРСР |
| За цикл робіт «Розробка фізичних основ міцності ковалентних кристалів і оптимізація на цій основі технологій виготовлення напівпровідникових структур мікроелектроніки»                                                   | Горбань Іван Степанович             | член-кореспондент Академії наук УРСР, завідувач кафедри Київського державного університету імені Т. Г. Шевченка |
| За цикл робіт «Розробка фізичних основ міцності ковалентних кристалів і оптимізація на цій основі технологій виготовлення напівпровідникових структур мікроелектроніки»                                                   | Макара Володимир Арсенійович        | доктор фізико-математичних наук, завідувач кафедри Київського державного університету імені Т. Г. Шевченка |
| За цикл робіт «Розробка фізичних основ міцності ковалентних кристалів і оптимізація на цій основі технологій виготовлення напівпровідникових структур мікроелектроніки»                                                   | Новиков Микола Миколайович          | доктор фізико-математичних наук, декан факультету Київського державного університету імені Т. Г. Шевченка |
| За цикл робіт «Розробка фізичних основ міцності ковалентних кристалів і оптимізація на цій основі технологій виготовлення напівпровідникових структур мікроелектроніки»                                                   | Мільман Юлій Вікторович             | доктор фізико-математичних наук, завідувач відділу Інституту проблем матеріалознавства імені І. М. Францевича Академії наук УРСР |
| За цикл робіт «Розробка фізичних основ міцності ковалентних кристалів і оптимізація на цій основі технологій виготовлення напівпровідникових структур мікроелектроніки»                                                   | Гріднєва Ірина Віталіївна           | кандидат технічних наук, завідувачці лабораторії Інституту проблем матеріалознавства імені І. М. Францевича Академії наук УРСР |
| За цикл робіт «Розробка фізичних основ міцності ковалентних кристалів і оптимізація на цій основі технологій виготовлення напівпровідникових структур мікроелектроніки»                                                   | Шаповалов Віталій Павлович          | доктор фізико-математичних наук, професор Запорізького машинобудівного інституту імені В. Я. Чубаря |
| За створення радіолокаційних методів дослідження /дистанційного зондування/ природного середовища Землі з аерокосмічних носіїв та їх впровадження                                                                         | Калмиков Анатолій Іванович          | доктор фізико-математичних наук, завідувач відділу Інституту радіофізики та електроніки Академії наук УРСР, керівник роботи |
| За створення радіолокаційних методів дослідження /дистанційного зондування/ природного середовища Землі з аерокосмічних носіїв та їх впровадження                                                                         | Пічугін Олександр Петрович          | кандидат фізико-математичних наук Інституту радіофізики та електроніки Академії наук УРСР |
| За створення радіолокаційних методів дослідження /дистанційного зондування/ природного середовища Землі з аерокосмічних носіїв та їх впровадження                                                                         | Комяк Володимир Олександрович       | завідувач лабораторіями Інституту радіофізики та електроніки Академії наук УРСР |
| За створення радіолокаційних методів дослідження /дистанційного зондування/ природного середовища Землі з аерокосмічних носіїв та їх впровадження                                                                         | Торчун Петро Михайлович             | завідувач сектору Спеціального конструкторсько-технологічного бюро Інституту радіофізики та електроніки Академії наук УРСР |
| За створення радіолокаційних методів дослідження /дистанційного зондування/ природного середовища Землі з аерокосмічних носіїв та їх впровадження                                                                         | Курекін Олександр Сергійович        | кандидат технічних наук, старший науковий співробітник Інституту радіофізики та електроніки Академії наук УРСР |
| За створення радіолокаційних методів дослідження /дистанційного зондування/ природного середовища Землі з аерокосмічних носіїв та їх впровадження                                                                         | Цимбал Валерій Миколайович          | кандидат технічних наук, науковий співробітникові |
| За створення радіолокаційних методів дослідження /дистанційного зондування/ природного середовища Землі з аерокосмічних носіїв та їх впровадження                                                                         | Єфімов Валентину Борисович          | науковий співробітник Інституту радіофізики та електроніки Академії наук УРСР |
| За створення радіолокаційних методів дослідження /дистанційного зондування/ природного середовища Землі з аерокосмічних носіїв та їх впровадження                                                                         | Зельдіс Веніамін Ізрайлевичу        | науковий співробітник Інституту радіофізики та електроніки Академії наук УРСР |
| За створення радіолокаційних методів дослідження /дистанційного зондування/ природного середовища Землі з аерокосмічних носіїв та їх впровадження                                                                         | Іголкін Веніамін Володимирович      | науковий співробітник Інституту радіофізики та електроніки Академії наук УРСР |
| За створення радіолокаційних методів дослідження /дистанційного зондування/ природного середовища Землі з аерокосмічних носіїв та їх впровадження                                                                         | Захаров Юрій Вікторович             | електромонтажник Інституту радіофізики та електроніки Академії наук УРСР |
| За розробку та здійснення ефективних технічних рішень по реконструкції і модернізації агрегатів доменного цеху без зупинки виробництва з метою поліпшення техніко-економічних показників, якості продукції та умов праці  | Плискановський Станіслав Тихонович  | кандидат технічних наук, перший заступник Міністра чорної металургії СРСР, керівник роботи |
| За розробку та здійснення ефективних технічних рішень по реконструкції і модернізації агрегатів доменного цеху без зупинки виробництва з метою поліпшення техніко-економічних показників, якості продукції та умов праці  | Царицин Євген Олександрович         | головний інженер Ждановського металургійного комбінату імені Ілліча |
| За розробку та здійснення ефективних технічних рішень по реконструкції і модернізації агрегатів доменного цеху без зупинки виробництва з метою поліпшення техніко-економічних показників, якості продукції та умов праці  | Пефтієв Ігор Михайлович             | заступник головного інженера Ждановського металургійного комбінату імені Ілліча |
| За розробку та здійснення ефективних технічних рішень по реконструкції і модернізації агрегатів доменного цеху без зупинки виробництва з метою поліпшення техніко-економічних показників, якості продукції та умов праці  | Петров Ігор Іванович                | машиніст шихтоподачі Ждановського металургійного комбінату імені Ілліча |
| За розробку та здійснення ефективних технічних рішень по реконструкції і модернізації агрегатів доменного цеху без зупинки виробництва з метою поліпшення техніко-економічних показників, якості продукції та умов праці  | Богодика Віктор Петрович            | працівник Ждановського металургійного комбінату імені Ілліча |
| За розробку та здійснення ефективних технічних рішень по реконструкції і модернізації агрегатів доменного цеху без зупинки виробництва з метою поліпшення техніко-економічних показників, якості продукції та умов праці  | Шатунов Георгій Павлович            | помічникам начальника цеху Ждановського металургійного комбінату імені Ілліча |
| За розробку та здійснення ефективних технічних рішень по реконструкції і модернізації агрегатів доменного цеху без зупинки виробництва з метою поліпшення техніко-економічних показників, якості продукції та умов праці  | Гамольський Анисим Анатолійович     | заступник начальника відділу Ждановського металургійного комбінату імені Ілліча |
| За розробку та здійснення ефективних технічних рішень по реконструкції і модернізації агрегатів доменного цеху без зупинки виробництва з метою поліпшення техніко-економічних показників, якості продукції та умов праці  | Шуліченко Костянтин Гаврилович      | головний інженер проекту Українського державного проектного і проектно-конструкторського інституту «Важпромелектропроект» |
| За розробку та здійснення ефективних технічних рішень по реконструкції і модернізації агрегатів доменного цеху без зупинки виробництва з метою поліпшення техніко-економічних показників, якості продукції та умов праці  | Деменков Дмитро Якович              | начальник Ждановського спеціалізованого управління № 2 тресту «Донбасдомаремонт» |
| За розробку та здійснення ефективних технічних рішень по реконструкції і модернізації агрегатів доменного цеху без зупинки виробництва з метою поліпшення техніко-економічних показників, якості продукції та умов праці  | Рабінович Григорій Борисович        | колишній головний доменщик технічного відділу Республіканського промислового об'єднання металургійних підприємств |
| За розробку наукових основ проектування, виробництво та впровадження блочних трансформаторів граничних потужностей | Воєводін Іван Дементійович          | кандидат технічних наук, директорові |
| За розробку наукових основ проектування, виробництво та впровадження блочних трансформаторів граничних потужностей | Боднарь Володимир Васильович        | кандидат технічних наук, завідувач відділу |
| За розробку наукових основ проектування, виробництво та впровадження блочних трансформаторів граничних потужностей | Афанасьєв Михайло Андрійович        | завідувач відділу |
| За розробку наукових основ проектування, виробництво та впровадження блочних трансформаторів граничних потужностей | Шифрін Лазар Наумович               | кандидат технічних наук, завідувач конструкторським бюро, працівникам Всесоюзного науково-дослідного, проектно-конструкторського і технологічного інституту трансформаторобудування                                                       |
| За розробку наукових основ проектування, виробництво та впровадження блочних трансформаторів граничних потужностей | Кравченко Адольф Микитович          | доктор технічних наук, провідний науковий співробітник Інституту електродинаміки Академії наук УРСР |
| За розробку наукових основ проектування, виробництво та впровадження блочних трансформаторів граничних потужностей | Нижник Леонід Павлович              | доктор фізико-математичних наук, провідний науковий співробітник Інституту математики Академії наук УРСР |
| За розробку наукових основ проектування, виробництво та впровадження блочних трансформаторів граничних потужностей | Магда Іван Іванович                 | заступник Міністра енергетики і електрифікації УРСР |
| За розробку наукових основ проектування, виробництво та впровадження блочних трансформаторів граничних потужностей | Талін Едуард Михайлович             | заступник головного технолога заводу виробничого об'єднання «Запоріжтрансформатор» імені В. І. Леніна |
| За розробку наукових основ проектування, виробництво та впровадження блочних трансформаторів граничних потужностей | Безус Валентин Костянтинович        | заступник начальника цеху виробничого об'єднання «Запоріжтрансформатор» імені В. І. Леніна |
| За розробку наукових основ проектування, виробництво та впровадження блочних трансформаторів граничних потужностей | Андрєєв Віктор Анатолійович         | старший шеф-інженер виробничого об'єднання «Запоріжтрансформатор» імені В. І. Леніна |
| За розробку та впровадження енерго- і ресурсозберігаючих технологій керамічних стінових матеріалів на основі використання вуглевмісних відходів як сировини                                                               | Шевченко Олександр Тихонович        | Міністр промисловості будівельних матеріалів УРСР |
| За розробку та впровадження енерго- і ресурсозберігаючих технологій керамічних стінових матеріалів на основі використання вуглевмісних відходів як сировини                                                               | Крупа Олексій Арсентійович          | доктор технічних наук, завідувач кафедри Київського політехнічного інституту імені 50-річчя Великої Жовтневої соціалістичної революції |
| За розробку та впровадження енерго- і ресурсозберігаючих технологій керамічних стінових матеріалів на основі використання вуглевмісних відходів як сировини                                                               | Бондаренко Сергій Іванович          | кандидат технічних наук, генеральний директор науково-виробничого об'єднання «Будматеріали» |
| За розробку та впровадження енерго- і ресурсозберігаючих технологій керамічних стінових матеріалів на основі використання вуглевмісних відходів як сировини                                                               | Швайка Дмитро Іванович              | кандидат технічних наук, головний інженер Київського експериментально-дослідного заводу того ж об'єднання |
| За розробку та впровадження енерго- і ресурсозберігаючих технологій керамічних стінових матеріалів на основі використання вуглевмісних відходів як сировини                                                               | Михайлов Володимир Іванович         | кандидат технічних наук, старший науковий співробітник Державного науково-дослідного і проектно-конструкторського інституту будівельних матеріалів та виробів                                                                             |
| За розробку та впровадження енерго- і ресурсозберігаючих технологій керамічних стінових матеріалів на основі використання вуглевмісних відходів як сировини                                                               | Нестеровський Сергій Георгійович    | кандидат технічних наук, начальник Республіканського промислового об'єднання стінових матеріалів |
| За розробку та впровадження енерго- і ресурсозберігаючих технологій керамічних стінових матеріалів на основі використання вуглевмісних відходів як сировини                                                               | Красильникова Зінаїда Сергіївна     | кандидат технічних наук, завідуючій галузевою науково- дослідною лабораторією Київського інженерно-будівельного інституту |
| За розробку та впровадження енерго- і ресурсозберігаючих технологій керамічних стінових матеріалів на основі використання вуглевмісних відходів як сировини                                                               | Панаско Василь Костянтинович        | головний інженер обласного виробничого об'єднання «Ворошиловград будматеріали» |
| За розробку та впровадження енерго- і ресурсозберігаючих технологій керамічних стінових матеріалів на основі використання вуглевмісних відходів як сировини                                                               | Сімахін Валерій Іванович            | бригадир комплексної бригади слюсарів обласного виробничого об'єднання «Ворошиловград будматеріали» |
| За розробку та впровадження авторефрижераторів середньої вантажопідйомності з азотними системами охолодження для перевезення продуктів, що швидко псуються                                                                | Артеменко Олександр Миколайович     | заступник Міністра автомобільного транспорту УРСР |
| За розробку та впровадження авторефрижераторів середньої вантажопідйомності з азотними системами охолодження для перевезення продуктів, що швидко псуються                                                                | Івасишин Роман Петрович             | заступник начальника управління Міністерства автомобільного транспорту УРСР |
| За розробку та впровадження авторефрижераторів середньої вантажопідйомності з азотними системами охолодження для перевезення продуктів, що швидко псуються                                                                | Хораш Григорій Йосипович            | головний інженер Фізико-технічного інституту низьких температур Академії наук УРСР |
| За розробку та впровадження авторефрижераторів середньої вантажопідйомності з азотними системами охолодження для перевезення продуктів, що швидко псуються                                                                | Амелін Едуард Олександрович         | провідний конструктор особливого конструкторсько-технологічного бюро Фізико-технічного інституту низьких температур Академії наук УРСР |
| За розробку та впровадження авторефрижераторів середньої вантажопідйомності з азотними системами охолодження для перевезення продуктів, що швидко псуються                                                                | Сметана Іван Михайлович             | токар дослідного заводу Фізико-технічного інституту низьких температур Академії наук УРСР |
| За розробку та впровадження авторефрижераторів середньої вантажопідйомності з азотними системами охолодження для перевезення продуктів, що швидко псуються                                                                | Кривошапов Іван Григорович          | головний інженер харківського виробничого транспортного об'єднання «Харківагропромтранс» |
| За розробку та впровадження авторефрижераторів середньої вантажопідйомності з азотними системами охолодження для перевезення продуктів, що швидко псуються                                                                | Топор Геннадій Вікторович           | директор Ветківського дослідного заводу 4-го горлівського виробничого об'єднання «Авторемонт» |
| За розробку та впровадження авторефрижераторів середньої вантажопідйомності з азотними системами охолодження для перевезення продуктів, що швидко псуються                                                                | Коваленко Олег Максимович           | головний інженер Харківського автотранспортного підприємства 36301 |
| За розробку та впровадження авторефрижераторів середньої вантажопідйомності з азотними системами охолодження для перевезення продуктів, що швидко псуються                                                                | Пенцарський Арнольд Олександрович   | завідувач відділу Державного автотранспортного науково-дослідного і проектного інституту |
| За розробку та впровадження авторефрижераторів середньої вантажопідйомності з азотними системами охолодження для перевезення продуктів, що швидко псуються                                                                | Бойчук Вячеслав Максимович          | інженер-механіку /посмертно/ |
| За цикл робіт «Ефекти самовпливу та самоорганізації при формуванні упорядкованих дефектних і домішкових структур у твердих тілах»                                                                                         | Городецький Дмитро Олексійович      | доктор фізико-математичних наук, завідувач кафедри Київського державного університету імені І Г.Шевченка |
| За цикл робіт «Ефекти самовпливу та самоорганізації при формуванні упорядкованих дефектних і домішкових структур у твердих тілах»                                                                                         | Холодар Галина Антонівна            | доктор фізико-математичних наук, доцент Київського державного університету імені І Г.Шевченка |
| За цикл робіт «Ефекти самовпливу та самоорганізації при формуванні упорядкованих дефектних і домішкових структур у твердих тілах»                                                                                         | Шека Дмитро Іванович                | доктор фізико-математичних наук, провідний науковий співробітник Київського державного університету імені І Г.Шевченка |
| За цикл робіт «Ефекти самовпливу та самоорганізації при формуванні упорядкованих дефектних і домішкових структур у твердих тілах»                                                                                         | Сугаков Володимир Йосипович         | доктор фізико-математичних наук, заступник директора Інституту ядерних досліджень Академії наук УРСР |
| За цикл робіт «Ефекти самовпливу та самоорганізації при формуванні упорядкованих дефектних і домішкових структур у твердих тілах»                                                                                         | Пашицький Ернст Анатолійович        | доктор фізико-математичних наук, провідний науковий співробітник Інституту фізики Академії наук УРСР |
| За цикл робіт «Ефекти самовпливу та самоорганізації при формуванні упорядкованих дефектних і домішкових структур у твердих тілах»                                                                                         | Чуйков Борис Олексійович            | кандидат фізико-математичних наук, старший науковий співробітник Інституту фізики Академії наук УРСР |
| За цикл робіт «Ефекти самовпливу та самоорганізації при формуванні упорядкованих дефектних і домішкових структур у твердих тілах»                                                                                         | Чайка Георгій Євгенович             | доктор фізико-математичних наук, завідувач кафедри Київського філіалу Одеського електротехнічного інституту зв'язку імені О. С. Попова |
| За цикл робіт «Ефекти самовпливу та самоорганізації при формуванні упорядкованих дефектних і домішкових структур у твердих тілах»                                                                                         | Босий Віталій Ісайович              | кандидат технічних наук, начальник відділу підприємства п/с Р-6028 |
| За цикл робіт «Ефекти самовпливу та самоорганізації при формуванні упорядкованих дефектних і домішкових структур у твердих тілах»                                                                                         | Сініщук Іван Кузьмич                | кандидат технічних наук, старший науковий співробітник підприємства п/с Р-6028 |
| За розробку принципів легування магнітотвердих феритів, створення на їх основі якісно нових безкобальтових оксидних магнітів, організацію їх масового автоматизованого виробництва та впровадження в народне господарство | Савінов Борис Олександрович         | начальник особливого конструкторсько-технологічного бюро виробничого об'єднання «Ферокерам» |
| За розробку принципів легування магнітотвердих феритів, створення на їх основі якісно нових безкобальтових оксидних магнітів, організацію їх масового автоматизованого виробництва та впровадження в народне господарство | Вережак Остап Федорович             | заступник головного інженера виробничого об'єднання «Ферокерам» |
| За розробку принципів легування магнітотвердих феритів, створення на їх основі якісно нових безкобальтових оксидних магнітів, організацію їх масового автоматизованого виробництва та впровадження в народне господарство | Тітов Анатолій Тихонович            | начальник відділу виробничого об'єднання «Ферокерам» |
| За розробку принципів легування магнітотвердих феритів, створення на їх основі якісно нових безкобальтових оксидних магнітів, організацію їх масового автоматизованого виробництва та впровадження в народне господарство | Бразілевська Ганна Григорівна       | інженер-технолог виробничого об'єднання «Ферокерам» |
| За розробку принципів легування магнітотвердих феритів, створення на їх основі якісно нових безкобальтових оксидних магнітів, організацію їх масового автоматизованого виробництва та впровадження в народне господарство | Гура Володимир Михайлович           | директор білоцерківського заводу «Електроконденсатор» |
| За розробку принципів легування магнітотвердих феритів, створення на їх основі якісно нових безкобальтових оксидних магнітів, організацію їх масового автоматизованого виробництва та впровадження в народне господарство | Летюк Леонід Михайлович             | доктор технічних наук, завідувач кафедри Московського інституту сталі і сплавів |
| За розробку принципів легування магнітотвердих феритів, створення на їх основі якісно нових безкобальтових оксидних магнітів, організацію їх масового автоматизованого виробництва та впровадження в народне господарство | Ломовцев Лев Олексійович            | кандидат технічних наук, заступник директора Науково-дослідного і проектного інституту по збагаченню та агломерації руд чорних металів |
| За розробку принципів легування магнітотвердих феритів, створення на їх основі якісно нових безкобальтових оксидних магнітів, організацію їх масового автоматизованого виробництва та впровадження в народне господарство | Шаблій Алла Миколаївна              | керівник бригади конструкторів Науково-дослідного і проектного інституту по збагаченню та агломерації руд чорних металів |
| За розробку принципів легування магнітотвердих феритів, створення на їх основі якісно нових безкобальтових оксидних магнітів, організацію їх масового автоматизованого виробництва та впровадження в народне господарство | Тульчинський Леонід Наумович        | кандидат технічних наук, завідувач лабораторії Інституту проблем матеріалознавства імені І. М. Францевича Академії наук УРСР |
| За розробку принципів легування магнітотвердих феритів, створення на їх основі якісно нових безкобальтових оксидних магнітів, організацію їх масового автоматизованого виробництва та впровадження в народне господарство | Францевич Іван Микитович            | академік Академії наук УРСР /посмертно/ |